# Teukros von Babylon
Teukros von Babylon (altgriechisch Τεῦκρος ὁ Βαβυλώνιος, gelegentlich auch Teucer von Babylon) war ein hellenistischer Astrologe. Von seinen Schriften sind drei Fragmente überliefert, in denen er sich vor allem mit Paranatellonta befasst. Er wirkte stark auf die astrologische Überlieferung ägyptisch-hellenistischer Konzepte in der Spätantike, der arabischen und persischen Astrologie und auf die astrologische Ikonografie des Mittelalters bis in die Neuzeit.
Über seine Lebensdaten ist nichts Genaues bekannt. Er wird von Porphyrios zitiert, lebte also spätestens im 3. Jahrhundert, sofern das Porphyrios-Zitat authentisch ist.  Seine Schriften wurden von Teukros sowohl von Vettius Valens als auch von Rhetorios verwendet, wodurch Teukros spätestens ins 1. Jahrhundert zu datieren wäre.
Teukros war aber schon eine der Quellen für die Astronomica des Marcus Manilius, womit Teukros spätestens in das 1. Jahrhundert v. Chr. zu datieren wäre. Eines seiner Sternbilder (Minerva = Πάλλας) kannte schon Vergil.
Teukros stammte vermutlich nicht aus der mesopotamischen Stadt Babylon, sondern aus dem bei Heliopolis gelegenen Babylon in Ägypten. Teukros erfand einen neuen Sternhimmel, der von dem hellenistischen, durch Eratosthenes und Hipparch begründeten abweicht. Zwischen den Tierkreiszeichen und den extrazodiakalen Sternbildern (Paranatellonten) stellte er hochspekulative Bezüge her.
Drei Fragmente seiner Schrift über die Paranatellonta sind überliefert:
Paranatellonta der 36 Dekane
Dieser erste von  Franz Boll publizierte Teukros-Text ist von dem spätantiken Astrologen Rhetorios überliefert und in Dekane gegliedert, also in Abschnitte der Tierkreiszeichen zu je 10°. Reflexe dieses Textes finden sich bei Rhetorios und in einem byzantinischen Lehrgedicht des 12. Jahrhunderts von Johannes Kamateros, in einer Oxforder Handschrift (Excerptum Baroccianum II) und in der Großen Einführung in die Astronomie des Albumasar (siehe unten).
Der von Boll als TR bezeichnete Text ist überliefert als eine Wiener astrologische Sammelhandschrift T, sowie als eine Berliner Handschrift R.
Publiziert in: Franz Boll: Sphaera. Teubner, 1903, S. 16–21. Auch in: Catalogus Codicum Astrologorum Graecorum VII (1908), S. 156–214. Kritische Ausgabe: Wolfgang Hübner: Grade und Gradbezirke. Teubner, 1995, Bd. I, S. 126f. (zusammen mit einer lateinischen Übersetzung des 10. Jahrhunderts) und Bd. II, S. 94–103 (Kommentar).
Paranatellonta zu verschiedenen Graden des Tierkreises
Der zweite von Boll publizierte Text ist nicht nach Dekanen, sondern nach kleineren Bereichen von meist 2° oder 5° gegliedert. Dadurch erhöht sich die Zahl der entsprechenden Sternbilder erheblich von den 48 des Ptolemäus auf 140.
Überliefert ist der von Boll so genannte Zweite Text  in drei Handschriften, nämlich einem Pariser Text P, einer Handschrift der Laurenziana L und einem vatikanischen Manuskript V. Spuren dieses Textes finden sich in der Oxforder Handschrift (Excerptum Baroccianum I).
Publiziert in: Franz Boll: Sphaera. Teubner, 1903, S. 41–52. Kritische Ausgabe: Wolfgang Hübner: Grade und Gradbezirke. Teubner, 1995, Bd. I, S. 108–127 (zusammen mit einer lateinischen Übersetzung des 10. Jahrhunderts) und Bd. II, S. 1–93 (Kommentar).
Paranatellonta der Dekane
Das dritte Teukros-Fragment ist wieder nach Dekanen gegliedert: Er geht die 36 Dekane jeweils nach den sieben Planeten durch und enthielt ursprünglich 252 Abschnitte. Erhalten sind nur Fragmente des ersten Widder-Dekans und des dritten Stier-Dekans.
Publiziert wurde er von Stefan Weinstock in Catalogus Codicum Astrologorum Graecorum IX 2 (1953), S. 180–186.
Der persische Astronom und Astrologe Albumasar hat Material aus einer mittelpersischen Übersetzung von Teukros’ Schrift in seinem großen Werk über die Astronomie verwendet, das im Westen unter dem lateinischen Übersetzungstitel Introductorium in astronomiam (oder auch Introductorium maius, Bagdad 848, Erstdruck einer lateinischen Übersetzung Augsburg 1489) bekannt ist, Kritische Ausgabe von K. Yamamoto und Ch. Burnett, Boston 2019, vgl. die siebenbändige Ausgabe von R. Lemay, Neapel 1995–1996. Auf diesem Weg kamen die Konzepte des Teukros zurück in das Abendland und wurden rezipiert, so im Astrolabium planum des Pietro d’Abano, und wirkten auf Buchmalerei und Ikonografie, zum Beispiel in den astrologischen Fresken des Palazzo della Ragione in Padua (1425–1440) oder in den astrologisch inspirierten Monatsbildern des Salone dei Mesi des Palazzo Schifanoia in Ferrara (1469/1470).
Von Bedeutung ist Teukros ferner dadurch, dass er neben den 48 klassischen Sternbildern des Ptolemäus, der Sphaera graeca, zahlreiche weitere Konstellationen aus nicht-griechischer Überlieferung benennt, wodurch er zu einer der wenigen Quellen zu den Konstellationen der Sphaera barbarica wird.